# Eeva Litmanen
Eeva Riitta Orvokki Litmanen (* 25. Februar 1944 in Lappeenranta) ist eine finnische Schauspielerin.

## Leben
Eeva Litmanen ist eine Nachfahrin der Runensängerin Larin Paraske. Paraske war die Großmutter ihres Großvaters mütterlicherseits. Sie begann ihre Theaterkarriere bei der Garderobe in Lappeenranta, bevor sie ein Praktikum am Stadttheater von Joensuu erhielt. Bewerbungen für ein Schauspielstudium an einer der Theaterakademien verliefen erfolglos. Sie arbeitete sich stattdessen von Rolle zu Rolle in die Schauspielerei hinein und war an unterschiedlichen Theatern in Finnland beschäftigt.
Ihr Filmdebüt gab Litmanen in einer kleinen Nebenrolle in dem von Ilkka Vanne inszenierten und 1970 ausgestrahlten Fernsehfilm Hyvästi Mansikki. Nach mehreren Serien- und Fernsehfilmen folgte ihr Leinwanddebüt mit dem 1988 veröffentlichten und von Taavi Kassila inszenierten Kriminalfilm Der Verrat. Insgesamt war sie in ihrer Karriere in über 90 Film- und Fernsehproduktionen tätig. So war sie in Filmen wie Nicht gerade ein Schmetterling und Road North – Nordwärts sowie in Serien wie Maigret und Nurses zu sehen. Für ihre Darstellung der Maire Linnainmaa in dem von Veikko Aaltonen inszenierten Thriller wurde Litmanen im Jahr 2000 mit einem Jussi als Beste Hauptdarstellerin ausgezeichnet.
Eeva Litmanen war ab 1967 mit dem Schauspieler Heimo Happonen verheiratet. Von 1975 bis 1997 war sie mit dem Schauspieler Kari Franck verheiratet. Aus der Ehe stammt die Schauspielerin Karoliina Franck. Von 2006 bis zu dessen Tod 2017 war sie mit ihrem langjährigen Lebenspartner, dem Anwalt Heikki Lampi, verheiratet.

## Filmografie
- 1970: Hyvästi Mansikki
- 1988: Der Verrat (Petos)
- 1993: Maigret (Fernsehserie, eine Folge)
- 1997: Sechs in Gefahr (Kuusikko ja kuoleman varjot, Fernsehserie, vier Folgen)
- 1998: Nicht gerade ein Schmetterling (Liian paksu perhoseksi)
- 2008: Kleine Hände, große Pfoten (Myrsky)
- 2012: Road North – Nordwärts (Tie pohjoiseen)
- 2015: Nurses (Syke, Fernsehserie, eine Folge)